# David Atanga
David Atanga (* 25. prosince 1996) je ghanský profesionální fotbalista, který hraje na pozici křídelníka za rakouský klub Wolfsberger AC.

## Klubová kariéra

### Počátky kariéry
Atanga se připojil k akademii Red Bull Salzburg v roce 2014. V červnu 2015 podepsal Atanga s klubem novou pětiletou smlouvu. 25. července debutoval v prvním týmu.
Dne 1. července 2016 odešel Atanga na hostování do klubu 2. Bundesligy 1. FC Heidenheim. Po pouhých čtyřech zápasech za Heidenheim se Atanga vrátil do Salzburgu, než opět odešel na hostování. Během svého působení v Rakousku odehrál Atanga 36 zápasů a vstřelil 12 gólů za salzburský farmářský tým FC Liefering. Dne 19. ledna 2017 přestoupil na půlroční hostování do rakouského bundesligového týmu SV Mattersburg.
V červnu 2018 klub SpVgg Greuther Fürth oznámil, že Atanga odejde na hostování na sezónu 2018/19.

### Holstein Kiel
V červnu 2019 se Atanga trvale přesunul do dalšího německého týmu Holstein Kiel pro sezónu 2019/20. S klubem se dohodl na tříleté smlouvě.
Dne 18. ledna 2021 přestoupil do rakouského klubu Admira Wacker, kam odešel na hostování do konce sezóny.

### KV Oostende
Dne 6. srpna 2021 klub KV Oostende oznámil podepsání tříleté smlouvy s Atangou.

## Reprezentační kariéra
Atanga si pětkrát zahrál za ghanský tým U20, z toho čtyři zápasy odehrál během Mistrovství světa ve fotbale do 20 let 2015 na Novém Zélandu.

## Statistiky

### Klubové
Platí k zápasu hranému 29. července 2020.
| Klub                         | Sezóna            | Liga                | Liga   | Liga | Národní pohár | Národní pohár | Ligový pohár | Ligový pohár | Kontinentální | Kontinentální | Ostatní | Ostatní | Celkově | Celkově |
| Klub                         | Sezóna            | Soutěž              | Zápasy | Góly | Zápasy        | Góly          | Zápasy       | Góly         | Zápasy        | Góly          | Zápasy  | Góly    | Zápasy  | Góly    |
| ---------------------------- | ----------------- | ------------------- | ------ | ---- | ------------- | ------------- | ------------ | ------------ | ------------- | ------------- | ------- | ------- | ------- | ------- |
| FC Liefering                 | 2014/15           | 2. Liga             | 13     | 2    | —             | —             | —            | —            | —             | —             | 0       | 0       | 13      | 2       |
| FC Liefering                 | 2015/16           | 2. Liga             | 23     | 10   | —             | —             | —            | —            | —             | —             | 0       | 0       | 23      | 10      |
| FC Liefering                 | 2016/17           | 2. Liga             | 0      | 0    | —             | —             | —            | —            | —             | —             | 0       | 0       | 0       | 0       |
| FC Liefering                 | 2017/18           | 2. Liga             | 7      | 2    | —             | —             | —            | —            | —             | —             | 0       | 0       | 0       | 0       |
| FC Liefering                 | Celkově           | Celkově             | 43     | 14   | —             | —             | —            | —            | —             | —             | 0       | 0       | 43      | 14      |
| Red Bull Salzburg            | 2014/15           | Rakouská Bundesliga | 0      | 0    | 0             | 0             | —            | —            | 0             | 0             | 0       | 0       | 0       | 0       |
| Red Bull Salzburg            | 2015/16           | Rakouská Bundesliga | 5      | 0    | 1             | 0             | —            | —            | 4             | 0             | 0       | 0       | 10      | 0       |
| Red Bull Salzburg            | 2016/17           | Rakouská Bundesliga | 0      | 0    | 0             | 0             | —            | —            | 0             | 0             | 0       | 0       | 0       | 0       |
| Red Bull Salzburg            | 2017/18           | Rakouská Bundesliga | 1      | 0    | 1             | 0             | —            | —            | 0             | 0             | 0       | 0       | 2       | 0       |
| Red Bull Salzburg            | Celkově           | Celkově             | 6      | 0    | 2             | 0             | —            | —            | 4             | 0             | 0       | 0       | 12      | 0       |
| 1. FC Heidenheim (hostování) | 2016/17           | 2. Bundesliga       | 4      | 0    | 1             | 0             | —            | —            | —             | —             | 0       | 0       | 5       | 0       |
| SV Mattersburg (hostování)   | 2016/17           | Rakouská Bundesliga | 15     | 3    | —             | —             | —            | —            | —             | —             | 0       | 0       | 15      | 3       |
| SKN St. Pölten (hostování)   | 2017/18           | Rakouská Bundesliga | 13     | 5    | —             | —             | —            | —            | —             | —             | 1       | 1       | 14      | 6       |
| Greuther Fürth (hostování)   | 2018/19           | 2. Bundesliga       | 31     | 1    | 1             | 0             | —            | —            | —             | —             | –       | –       | 32      | 1       |
| Holstein Kiel                | 2019/20           | 2. Bundesliga       | 19     | 0    | 1             | 1             | —            | —            | —             | —             | –       | –       | 20      | 1       |
| Admira Wacker (hostování)    | 2020/21           | Rakouská Bundesliga | 15     | 2    | 0             | 0             | —            | —            | —             | —             | –       | –       | 15      | 2       |
| Celkově v kariéře            | Celkově v kariéře | Celkově v kariéře   | 146    | 25   | 5             | 1             | —            | —            | 4             | 0             | 1       | 1       | 156     | 27      |

## Úspěchy
Red Bull Salzburg
- Rakouská Bundesliga: 2015/16
- ÖFB-Cup: 2015/16